# Metryka Schwarzschilda
Rozwiązanie Schwarzschilda – rozwiązanie równań Einsteina ogólnej teorii względności, opisujące pole grawitacyjne (ściślej: metrykę czasoprzestrzeni) na zewnątrz i wewnątrz sferycznie symetrycznego, nierotującego ciała, jak gwiazda, planeta czy czarna dziura. Daje ono również dobre przybliżenie dla pola grawitacyjnego w pobliżu wolno obracających się ciał, takich jak Ziemia czy Słońce.
Zgodnie z twierdzeniem Birkhoffa, rozwiązanie Schwarzschilda jest najbardziej ogólnym sferycznie symetrycznym rozwiązaniem próżniowym równań pola Einsteina. Zostało ono znalezione przez Karla Schwarzschilda w 1915 roku, zaledwie miesiąc po ogłoszeniu ogólnej teorii względności przez Einsteina. Było to pierwsze ścisłe rozwiązanie równań pola Einsteina, nie licząc trywialnego rozwiązania dla czasoprzestrzeni bez materii i energii.
Czarna dziura Schwarzschilda jest scharakteryzowana wyłącznie przez swoją masę – nie posiada ładunku elektrycznego ani momentu pędu. Taka czarna dziura zwana jest statyczną czarną dziurą. Jest ona otoczona przez sferyczną powierzchnię, zwaną horyzontem zdarzeń, o promieniu wprost proporcjonalnym do masy czarnej dziury (zwanym promieniem Schwarzschilda). Dowolne zapadające się ciało obdarzone masą, nieposiadające momentu pędu i ładunku, po osiągnięciu promienia grawitacyjnego staje się czarną dziurą Schwarzschilda. W ogólnej teorii względności nie ma ograniczeń na masę czarnej dziury tego typu, przy czym spodziewane jest istnienie dolnej granicy ze względu na efekty kwantowe.

## Opis matematyczny
Rozwiązanie Schwarzschilda przedstawia metrykę czasoprzestrzeni wokół symetrycznego obiektu, która dla przestrzennych współrzędnych sferycznych ma postać:
{\displaystyle c^{2}{d\tau }^{2}=\left(1-{\frac {r_{s}}{r}}\right)c^{2}dt^{2}-{\frac {dr^{2}}{1-{\frac {r_{s}}{r}}}}-r^{2}\left(d\theta ^{2}+\sin ^{2}\theta \,d\varphi ^{2}\right),}
gdzie:
{\displaystyle \tau } – czas własny,
{\displaystyle c} – prędkość światła w próżni,
{\displaystyle t} – czas (współrzędna czasowa) mierzony przez stacjonarnego obserwatora znajdującego się w nieskończoności,
{\displaystyle r} – współrzędna radialna,
{\displaystyle \theta } – współrzędna azymutalna,
{\displaystyle \varphi } – współrzędna zenitalna,
{\displaystyle r_{s}} – promień Schwarzschilda obiektu, zależny od jego masy {\displaystyle M,}
{\displaystyle r_{s}={\frac {2GM}{c^{2}}},}
{\displaystyle G} – newtonowska stała grawitacji.
Rozwiązanie Schwarzschilda jest relatywistycznym odpowiednikiem pola grawitacyjnego wokół masywnej cząstki punktowej w klasycznej newtonowskiej teorii grawitacji.
W praktyce stosunek {\displaystyle r_{s}} jest właściwie zawsze bardzo mały, stosunek ten jest znaczący jedynie dla supergęstych obiektów zwartych, takich jak czarne dziury czy gwiazdy neutronowe.
Metryka Schwarzschilda jest rozwiązaniem równań pola Einsteina w pustej przestrzeni, co oznacza, że dotyczy ono wyłącznie obszaru „na zewnątrz” ciała obdarzonego masą. Innymi słowy, dla obiektu o promieniu {\displaystyle R,} rozwiązanie Schwarzschilda dotyczy tylko obszaru o {\displaystyle r>R.} W celu opisania pola grawitacyjnego również wewnątrz danego ciała, rozwiązanie to należy połączyć (zszyć) w {\displaystyle r=R} z odpowiednim rozwiązaniem dla części wewnętrznej.

### Rozwiązanie wewnętrzne
Metryka Schwarzschilda wewnątrz sferyczno-symetrycznej nierotującej masy o stałej gęstości {\displaystyle \rho _{0}} i promieniu {\displaystyle r_{0}} przedstawia się następująco:
{\displaystyle c^{2}{d\tau }^{2}=\left({\frac {3}{2}}{\sqrt {1-K{r_{0}}^{2}}}-{\frac {1}{2}}{\sqrt {1-Kr^{2}}}\right)^{2}c^{2}dt^{2}-{\frac {dr^{2}}{1-K{r}^{2}}}-r^{2}\left(d\theta ^{2}+\sin ^{2}\theta \,d\varphi ^{2}\right),}
gdzie stała {\displaystyle K} jest dana przez:
{\displaystyle K={\frac {8\pi G\rho _{0}}{3c^{2}}}.}